# Кильлемтине
Кильлемти́не (также Киллемтине, Киллэмтиинэ, Гиллябкина) — река в Якутии, правый приток Вакунайки. Длина реки — 196 км. Площадь водосборного бассейна — 3830 км².
Река берёт начало на Вилюйском плато в Мирнинском районе Якутии, на границе с Ленским районом, на высоте более 360 м над уровнем моря. Преимущественно течёт на северо-запад. Впадает в Вакунайку по правому берегу на отметке 251 м над уровнем моря, в 20 км от устья Вакунайки, на границе с Иркутской областью. Ширина перед устьем — 20-40 м при глубине 0,9 м; скорость течения в низовьях составляет 0,4 м/с. Населённые пункты на реке отсутствуют. Питание снежное и дождевое, замерзает с октября по конец мая. От устья Киллемтине вдоль левого берега и до устья реки Ирбакан проходит граница Чонского ресурсного резервата.

## Основные притоки
Указаны поименованные притоки длиной 20 км и более
| Название  | Расстояние от устья | Длина | Положение |
| --------- | ------------------- | ----- | --------- |
| Ирбакан   | 19                  | 35    | правый    |
| Сугдюкан  | 36                  | 64    | левый     |
| Джалаикта | 127                 | 23    | правый    |

## Данные водного реестра
По данным государственного водного реестра России и геоинформационной системы водохозяйственного районирования территории РФ, подготовленной Федеральным агентством водных ресурсов:
- Бассейновый округ — Ленский
- Речной бассейн — Лена
- Речной подбассейн — Вилюй
- Водохозяйственный участок — Вилюй от водомерного поста Усть-Амбардах до Вилюйской ГЭС
- Код водного объекта — 18030800212117400009887